# Казуки Такахаши (футболист)
Казуки Такахаши (на японски: 高橋 一輝) е японски футболист, който играе на поста централен полузащитник. Състезател на Бучеон ФК 1995.

## Кариера
На 21 януари 2022 г. Такахаши подписва с Пирин (Благоевград). Дебютира на 3 април при загубата с 0:3 като домакин на Левски (София).